# Geotrygon chiriquensis
Geotrygon chiriquensis là một loài chim trong họ Columbidae.